# مزماريات (سمك)
المزماريات هي فوق رتبة من تتألف مما يُقارب 15 فصيلة حية والعديد من الفصائل القبل تاريخية التي تتضمن حوالي 45 جنساً وأكثر من 230 نوعاً. تسمى عادة بالأسماك السحلية وأقربائها، واسمها العلمي هو «المزماريات» إشارة إلى الشكل المُمتد للعديد منها.
هذه الأسماك موحدة في مجموعة واحد لأنها تملك مُميزات شائعة بينها مثل أقواسهم الخيشومية. وقد اعتبر العديد من الكتاب أنهم بالفعل مُميزون جداً مما يُبرر فصلهم إلى فوق رتبة مستقلة أحادية النوع ضمن العظميات تحت اسم «المزماريات». بالرغم من هذا، الأصناف أحادية النوع مرفوضة عموماً في علم التصنيف الحديث إذا لم تكن ضرورية للغاية، وفي هذه الحالة فإن فوق رتبة واضحة تبدو غير مؤكدة القبول، فهي إلى جانب الرتبة المشكوك بها بنفس المقدار «ممتدات الزعانف» يَبدوان قريبتين جداً لشوكيات الزعانف البدائية لكي يُصنفا ضمنها. خصوصاً وأن هذه المجموعة يُمكن أن تكون صنفاً أختاً للسلمونيات (السلمون والتروتة وأقاربهما). كبديل، يُمكن اعتبار أن المجموعة بأكلمها هي عبارة عن فرع حيوي واحد غير مصنف: ممتدات الزعانف وشوكيات الزعانف البدائية، والفوق رتب أحادية النوع المزماريات وربما البراقيات والفانوسيات أيضاً. لكن ربما يتطلب هذا تقسيم شوكيات الزعانف البدائية، حيث أن كل فوق رتبة من هذه المجموعة الكبيرة الجديدة ستحوي رتبتين على الأكثر (بالرغم من أن معظمها ستكون أحادية النوع)، حيث أن الوضع النسبي لكل هذه المجموعات ليس مصمماً بشكل جيد كثيراً. وإسراف كهذا في التصانيف أحادية النوع مرفوض أيضاً في التصنيف الحديث.

## الوصف

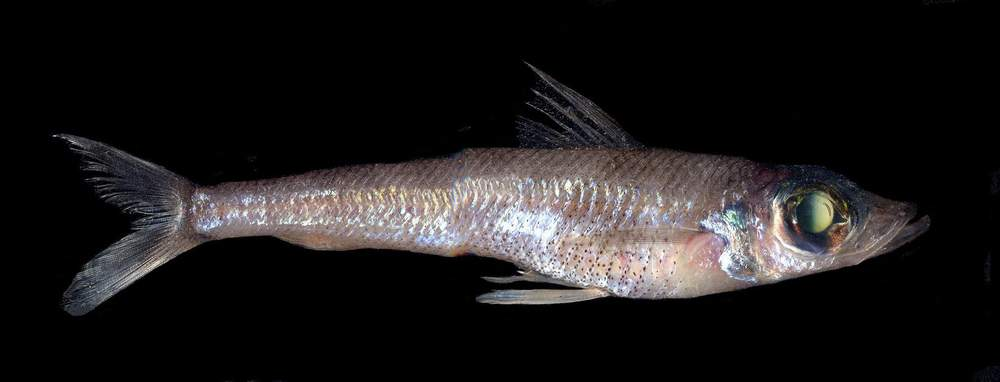
سمكة صغيرة من المزماريات.

العديد من المزماريات هي أسماك بحر-عميق، والعديد من أنواعها هي خناث، مع قدرة على الإخصاب بنفسها. بعضها قاعية، لكن معظمها أسماك ماء مفتوح. عموماً، تملك المزماريات مزيجاً من المُميزات البدائية والمتطورة بالنسبة إلى أسماك العظميات الأخرى.
هذه الأسماك لا تملك أو تملك مجرد أكياسٍ هوائية لا وظيفية، كما أن عضلتها التحت محورية ممتدة إلى الأمام بشكل غير اعتيادي عند نهايتها العلوية وتتصل بالجزء الخلفي من الجمجمة تحت الشوكة (ربما لكي تُزيح الجزء العلوي من الجمجمة إلى الأسفل عندما تمسك بالفريسة) وموقع عظم الفك العلوي. ومن معالمها الأخرى الزعانف الحوضية الواقعة على الجزء الخلفي من الجسم، والعمليات الوسطى المندمجة بالحزام الحوضي، إضافة إلى وجود زعنفة دهنية (وهي نموذجية لشوكيات الزعانف البدائية أيضاً).